# Спартак (балет)
Спартак (рус. Спартак) је балет у 4 чина и 9 слика композитора Арама Хачатуријана. Радња балета говори о Спартаку, вођи побуне робова против Римског царства (између 74. и 71. године п. н. е). 
Хачатуријан је почео да пише партитуру 1950. после пута у Рим. Оригинални сценарио је написао Николај Волков, коме су као литерарна основа послужили историјски материјали и уметничка дела. Балет је комплетиран 1954, а први пут изведен 1956. у Лењинграду у кореографији Леонида Јакобсона.

## Главне личности
- Крас, римски конзул
- Спартак, заробљени краљ Тракије
- Фригија, Спартакова жена
- Егина, Красова конкубина